# Johan Skarendahl
Johan Anders Åke Skarendahl, född 28 april 1980 i Danderyd, var ordförande i Liberala Studenter 2005 till 2006.